# Партечипацио, Джустиниано

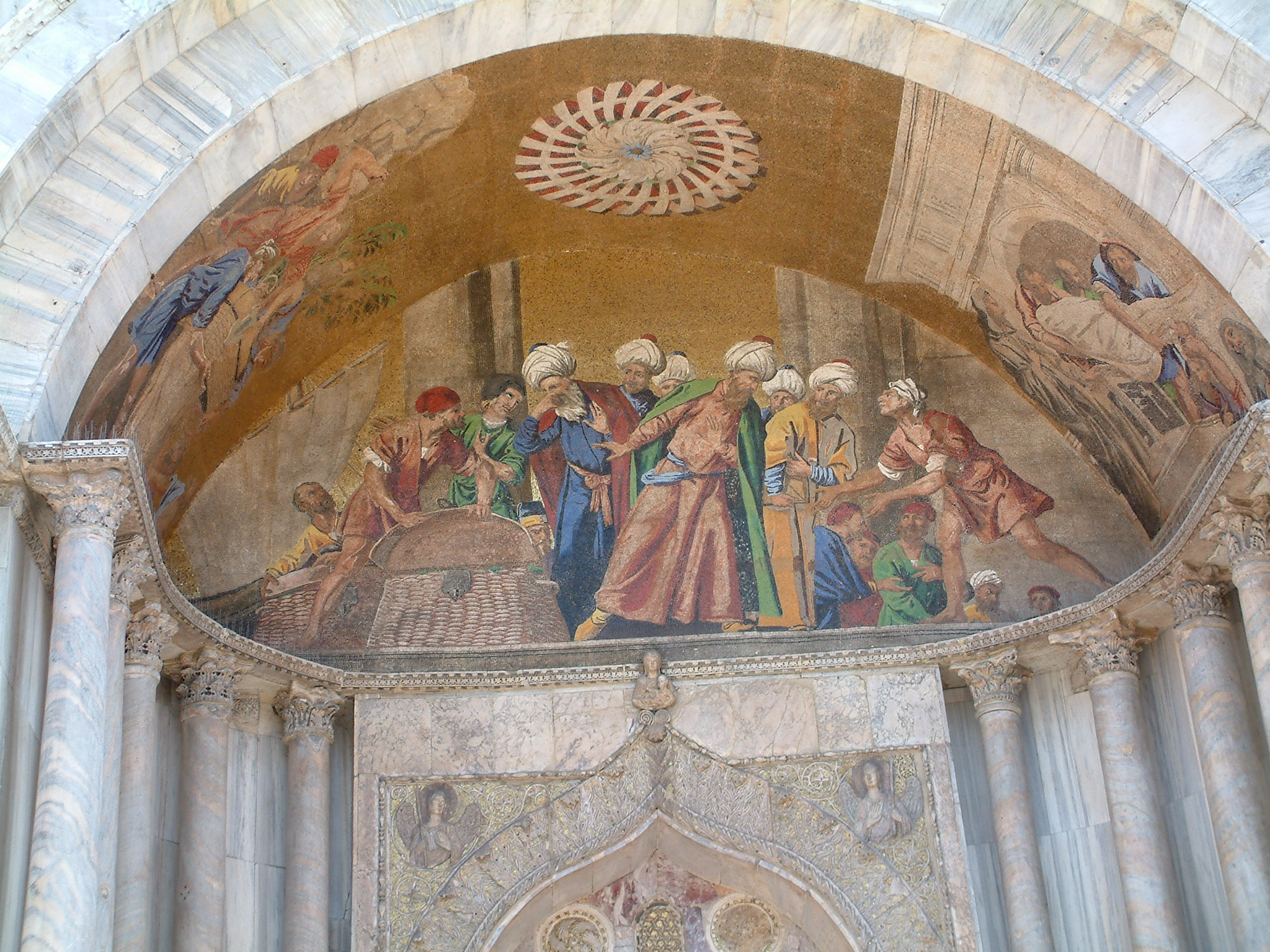
Похищение тела святого Марка. Мозаика собора Святого Марка

Джустиниано Партечипацио (также «дож Юстиниа́н»; умер в 829) — 11-й венецианский дож c 827 года.
Сын Аньелло Партечипацио. Известен подписанием завещания, которое определило имущество, принадлежащее семье. Имущество разделялось на недвижимое — дома, земли и движимое — рабы, скот, инструменты. Также в завещании упоминаются монеты — золотые византийские солиды.
В 828 году происходит еще одно событие, имеющее важное значение для Венеции. Из Египта два венецианских купца выкрадывают мощи святого Марка. Патриарх Градо, епископ Оливоло и дож повелевают построить возле дворца часовню для мощей. Так святой евангелист Марк становится покровителем Венеции.